# 忌部多夜須子
忌部 多夜須子（いんべ の たやすこ、生没不詳）は、奈良時代の女性。姓は首。阿波国（現徳島県）で初めて資料に現れた最初の女性である。またの名を夜須古（『今昔物語集』）。

## 人物
多夜須子は『日本現報善悪霊異記』の中で初めて登場し、その後、『今昔物語集』にも登場する。
『日本霊異記』によると、多夜須子は名方郡埴村（現在の徳島市入田町から名西郡神山町上分（旧上分上山村）までの地域と推測される）に住んでいたという。但し、『今昔物語』では「麻植の村」（麻植郡）としている。
多夜須子が麻植郡菀山寺にて写経に励んでいたところ、同じ埴村の忌部（連）板屋に悪口雑言を浴びせられた。その時、板屋の首が後ろに曲がり、その口はひきつったように歪んでいたという。
ちなみに板屋は多夜須子の舅であったという説もある。また板屋がその後どうなったのかは説話のなかでは語られていないが、『今昔物語』のなかでは「直ルコトナシ」とあるから永久に直らなかったのかも知れない。
菀山寺はその所在が不明であるが、高越寺ではないかとする説が有力である。